# Coussarea revoluta
Coussarea revoluta är en måreväxtart som beskrevs av Julian Alfred Steyermark. Coussarea revoluta ingår i släktet Coussarea och familjen måreväxter. Inga underarter finns listade i Catalogue of Life.